# Odmetnik Josey Wales
Odmetnik Josey Wales (eng. The Outlaw Josey Wales) je vestern Clinta Eastwooda iz 1976. smješten na kraj Američkog građanskog rata.

## Radnja
Događaji su temeljeni na pustošenju Osceole u Missouriju 23. rujna 1861. nakon ranijeg okršaja u Građanskom ratu.
Josey Wales (Eastwood), povučeni farmer iz Missourija, natjeran je na osvetu nakon barbarskog, brutalnog i bespotrebnog pokolja njegove obitelji od strane sjevernjačke bande zvane Jayhawkers - točnije skupine zvane Redlegs. Josey se pridružuje skupini južnjačkih gerilaca koji vodi "Krvavi Bill" Anderson. Pri kraju rata, njegovi suborci gerilci pokušaju se predati, ali ih pobiju Redlegsi (sada dio regularne sjevernjačke vojske) koji su spalili Joseyjevu farmu i pobili mu obitelj.
Josey, koji se odbio predati, počinje bježati od sjevernjačkih snaga i lovaca na glave, a u isto vrijeme traži osvetu i šansu za novi početak u Teksasu. Na putu mu se protiv njegove volje pridružuje raznolika skupina bijelaca i Indijanaca. Među njegovim suputnicima su i starija žena iz Kansasa i njezina unuka, spašena od skupine Komančerosa, podmukli stari Indijanac i mlada Indijanka.
U posljednjem obračunu, Josey i njegovi suputnici bivaju zarobljeni u kuću na ranču, koja se nalazi na meti indijanskog napada. Redlegsi napadaju, ali ih branitelji odbijaju. Josey se daje u potjeru za vođom. Nakon što ga je uhvatio, shvaća da mu je pištolj prazan. Suočava se sa zapovjednikom bande i počne stiskati okidač na pištolju, ali sve 24 komore su prazne. Zatim uzima njegovu konjaničku sablju i probode ga.

## Značajnost
Film je nominiran za Oscar za najbolji originalni glazbeni broj. 1996. ga je američka Kongresna knjižnica proglasila "kulturno, povijesno ili estetski značajnim" i odabrala za čuvanje u Državnom filmskom registru. Osim toga, bio je to i jedan od nekoliko vesterna koji su doživjeli umjetnički i komercijalni uspjeh u sedamdesetima, periodu kad se smatralo da je vestern na izdisaju kao glavni holivudski žanr.
Smatra se 'revizionističkim vesternom'. Jedan od glavnih razloga za to je i glavni junak, koji je odmetnik, dok je sjevernjačka (dakle, američka) konjica prikazana u negativnom tonu. To je izravna suprotnost vesternima s Johnom Wayneom i Jamesom Stewartom u kojima je junak uvijek na strani reda i zakona.
Clint Eastwood je po izlasku DVD izdanja 1999. rekao kako mu je to njegov najdraži film.
Ovaj film bio je izravni "krivac" za "Eastwoodovo pravilo" Ceha američkih redatelja (DGA). Nakon što je Eastwood zamijenio redatelja Philipa Kaufmana, DGA je uvela pravilo da nijedan član glumačke ili tehničke ekipe ne smije zamijeniti redatelja filma.
Film je snimljen prema romanu Forresta Cartera. Nakon objavljivanja filma, otkriveno je da je Forrest Carter zapravo Asa Carter (1925. – 1979.), bivši član Ku Klux Klana i pisac govora za političara Georgea Wallacea. Eastwood i ostali koji su bili uključeni u produkciju to navodno nisu znali. Ironično, glavna tema filma je o ljudima različitih rasa koji uče kako živjeti zajedno u miru.

## Vanjske poveznice
- Odmetnik Josey Wales u internetskoj bazi filmova IMDb-a